# Metropolis (film 1927)
Metropolis è un film muto del 1927 diretto da Fritz Lang e basato sulla sceneggiatura realizzata da Thea Von Harbou.
Il film è ambientato in un futuro distopico (nel 2026, ossia 100 anni dopo rispetto a quando è stato scritto) in cui le divisioni classiste sembrano accentuarsi. Il film è tra le opere simbolo del cinema espressionista ed è universalmente riconosciuto come modello per gran parte del cinema di fantascienza moderno, avendo ispirato pellicole quali Blade Runner e Guerre stellari.

## Trama
Nel futuro 2026, un gruppo di ricchi industriali governa la città di Metropolis dai propri grattacieli e costringe al continuo lavoro la classe proletaria relegata nel sottosuolo cittadino. L'imprenditore-dittatore è Joh Fredersen, che vive in cima al grattacielo più alto; il figlio Freder vive invece in un irreale giardino eterno popolato da sensuali fanciulle.
Improvvisamente irrompe nel giardino l'insegnante e profeta Maria, accompagnata dai figli degli operai, che lo invita a guardare i "suoi fratelli". Freder rimane così colpito dalla visita di questa donna che decide di visitare il sottosuolo: immediatamente si rende conto delle condizioni disumane in cui sono costretti a lavorare gli operai che, anche se stremati, non possono commettere il minimo errore, pena l'esplosione della "macchina M" di cui si occupano (che fornisce acqua corrente alla città, tramite pompe a vapore alimentate deviando un fiume sotterraneo e surriscaldandone l'acqua) e la morte dei meno fortunati, evento a cui Freder stesso assiste. Ancora in preda alle allucinazioni, dovute agli scoppi e ai fumi degli impianti, vede la Macchina M come un grande Moloch che ingoia le sue vittime umane.
Sconvolto da tanto orrore e brutalità, decide di parlarne con suo padre per far cambiare le cose, ma questi si preoccupa solo della minaccia che l'incidente può costituire per il suo potere. Grot, il capotecnico della Macchina Cuore (Herzmaschine, il generatore che alimenta sia la città che la Macchina M), porta a Joh alcune mappe trovate nei vestiti degli operai morti nell'incidente alla Macchina M. 
Joh, di conseguenza, licenzia in tronco l'assistente Josaphat per non avergli riferito in tempo dell'incidente e delle mappe trovate in tasca agli operai. Freder, disapprovando la scelta del padre, rincorre l'assistente e lo salva dal suicidio, dopodiché inizia il viaggio nei sobborghi di Metropolis per entrare in contatto con i suoi concittadini, inconsapevole che nel frattempo il padre ha ingaggiato la spia "lo Smilzo" per pedinarlo.
Freder decide di fingersi operaio per vivere sulla propria pelle le fatiche dei lavoratori: regala i vestiti all'operaio 11811, ormai sfinito dalla fatica, e lo sostituisce alla macchina. Il suo compito è quello di spostare continuamente le lancette su una ruota in maniera da unire due luci che si illuminano sul bordo. In una visione la sua macchina si trasforma in un enorme quadrante di orologio che segna dieci ore, le dieci ore del turno di lavoro, e quando sta per terminare sembra tornare minacciosamente indietro. Ben presto Freder si rende conto delle condizioni disumane in cui sono costretti a lavorare i dipendenti di suo padre, costretti a sopportare calore, fumi e orari impossibili che li fiaccano alla soglia dello svenimento. Al termine del turno, un operaio dall'aria cospiratrice, confondendo Freder per un collega, gli dà appuntamento nel sottosuolo perché una "lei" li vuole vedere.

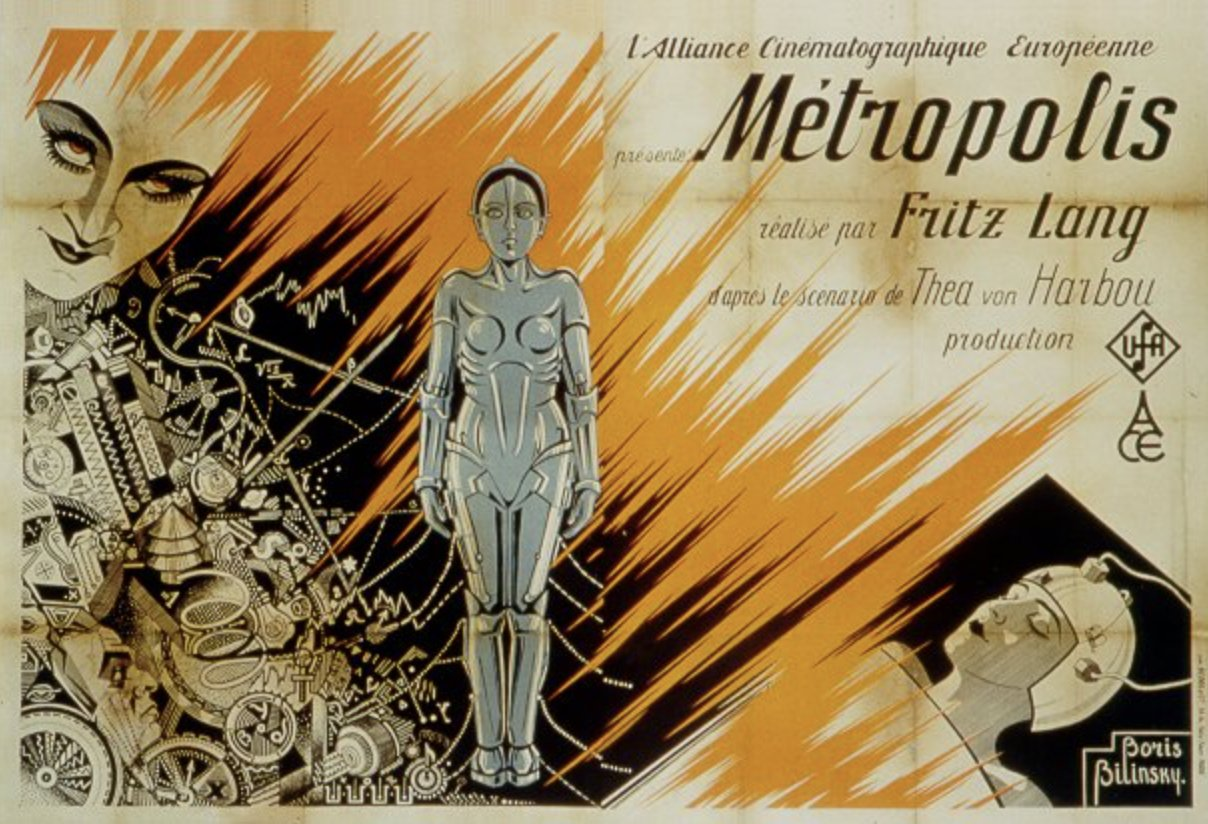
Altro poster del film

Questa donna è Maria, che accoglie gli operai sfiniti dal lavoro raccontando la storia della torre di Babele: così come la torre di Babele fu costruita dagli schiavi per avvicinarsi al cielo, Metropolis fu costruita dalle braccia del proletariato per farci abitare i ricchi. Maria predica la pace futura e l'avvento di un mediatore che porrà fine alle iniquità perpetrate dai capitalisti sugli operai. Questi però, sfiniti dalla dura giornata lavorativa, ascoltano con malavoglia le parole di Maria ed uno di loro a gran voce dice che non aspetteranno ancora per molto. Mentre gli operai se ne vanno, Freder rimane inginocchiato, estasiato dalle parole di Maria tanto da innamorarsene. Questo amore viene ricambiato dalla giovane ragazza, che lo bacia e gli dà appuntamento alla cattedrale per il giorno seguente.
Nel frattempo Joh fa visita al professor C. A. Rotwang, uno scienziato pazzo con una protesi al posto della mano destra, inventore delle macchine che fanno funzionare la città. Rotwang vive isolato in una vecchia casa, struggendosi per la perdita della donna che amava, Hel, la madre di Freder morta di parto, che respinse l'inventore, scegliendo Joh al suo posto. Lo scienziato la rimpiange ancora e ne tiene in casa un busto, posto su di un piccolo monumento. Rotwang presenta a Joh la sua ultima invenzione: un "uomo-macchina", in grado di sostituire in tutto l'uomo. Il prototipo robotico diventerà un androide dalle sembianze femminili indistinguibile da una persona in carne e ossa, che lo scienziato spera di poter usare per "resuscitare" Hel.
Joh chiede all'inventore cosa rappresentino le mappe trovate in tasca agli operai: l'inventore capisce che si tratta delle catacombe, situate ad un terzo livello della città, al di sotto delle abitazioni dei lavoratori. Facendogli segno di seguirlo, lo conduce attraverso un intricato percorso che li porterà ad ascoltare il discorso di Maria. Joh capisce che il figlio non aveva tutti i torti quando parlava di possibili rivolte operaie e decide pertanto di prendere delle contromisure, incaricando l'inventore di rapire Maria per dare al robot le sue sembianze, in modo da poter controllare i malumori degli operai attraverso la predicazione di una falsa Maria.
L'inventore rapisce la donna e, per mezzo di un congegno basato su onde elettromagnetiche, copia l'esteriorità di Maria e la trasferisce al robot. La Maria-robot viene inviata a Yoshiwara, un postribolo della zona dei divertimenti di Metropolis, esibendosi con tutta la bellezza della Maria-umana alla presenza dell'aristocrazia di Metropolis; il pubblico, tutto maschile, rimane a bocca aperta dinanzi alla giovane ragazza e si scatena in contese e follie dettate dalla lussuria senza freno della donna robot, incarnazione della meretrice di Babilonia. Nella scena, la finta Maria appare a cavallo di un mostro che evoca l'Apocalisse di Giovanni.
Il giovane Freder, dopo aver scoperto il robot nell'ufficio del padre e convinto che sia la vera Maria, si ammala e cade preda di terribili allucinazioni. Maria in realtà è ancora nella casa di Rotwang, che le confessa di aver programmato il robot affinché esso induca gli operai a distruggere le macchine, contravvenendo per vendetta alle istruzioni di Joh, suo antico rivale in amore; quindi le intima di rimanere con lui. La Maria-robot aizza gli operai a cui non par vero di iniziare la "rivoluzione": solo Freder, con l'aiuto di Josaphat, capisce immediatamente che colei che sta parlando non è la vera Maria, ma non viene creduto perché viene riconosciuto essere il figlio del padrone e perciò viene picchiato e scacciato dal sottosuolo.

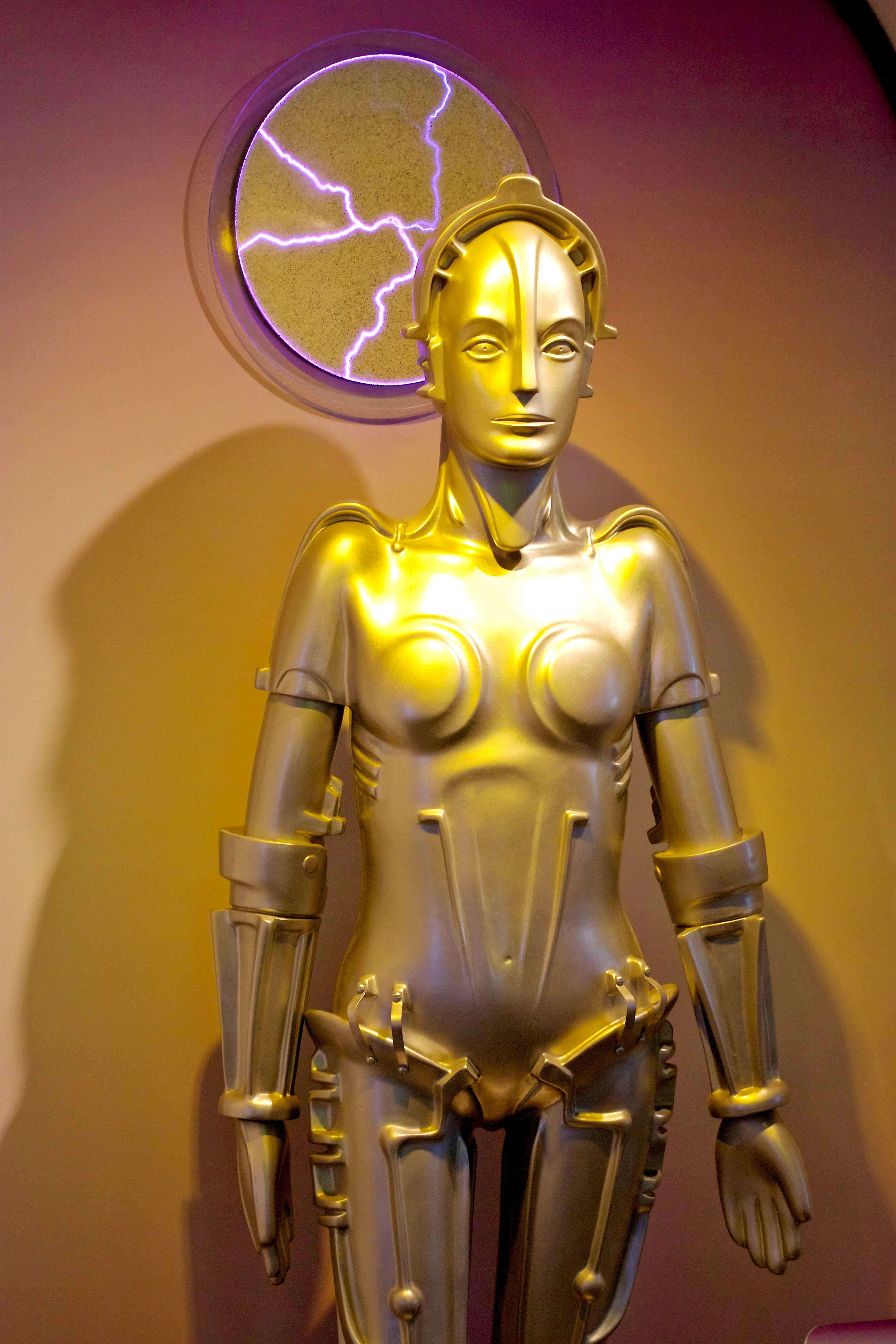
Il robot progettato dal professor Rotwang

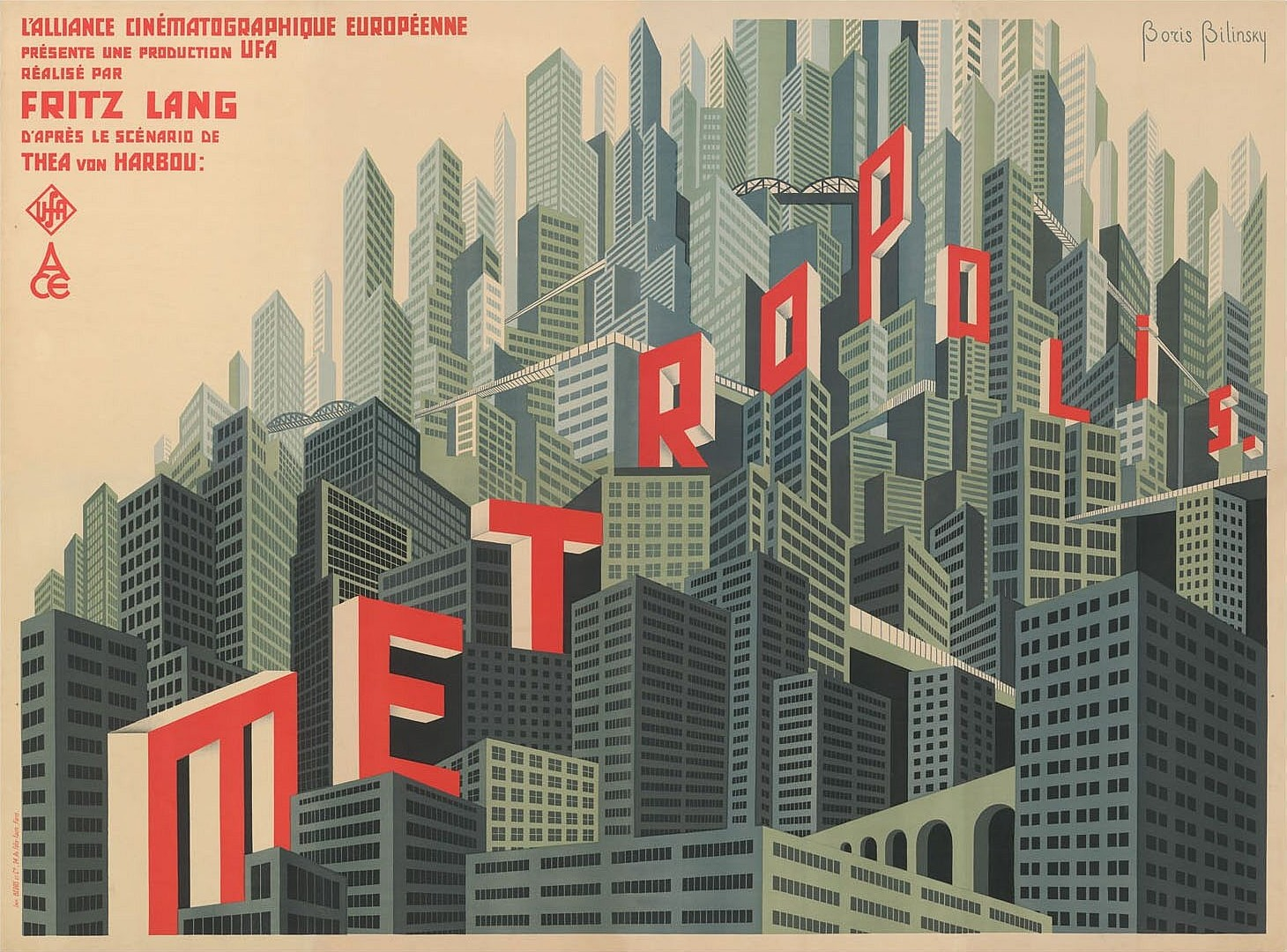
Locandina francese del film

Gli operai si ribellano e fuoriescono in massa dal sottosuolo, distruggendo in parte la Macchina M, senza riuscire a metterla del tutto fuori uso. Maria-robot stessa incita a non lasciare indietro né uomini né donne. Joh, avvisato da Grot della situazione, dà ordine di aprire i cancelli e lasciare arrivare la folla alla Macchina Cuore. La distruzione del generatore causerebbe il definitivo spegnimento della Macchina M, e quindi l'allagamento del sottosuolo e delle case degli stessi insorti. La falsa Maria, alla testa dei ribelli, sovraccarica il generatore che esplode. Metropolis, regno del lusso e del benessere, collassa: il maestoso sistema d'illuminazione cessa di funzionare e le ripide strade della città divengono un cimitero di lamiere. Joh si rende conto di quanto sta accadendo dopo essersi recato a casa di Rotwang per ricevere consiglio e aver scoperto il piano di distruzione di quest'ultimo: preso dalla disperazione, tramortisce lo scienziato, permettendo così a Maria di fuggire e di salvare, assieme a Freder, i bambini imprigionati nel sottosuolo allagato.
Joh è disperato per la scomparsa del figlio e lo Smilzo gli ricorda che all'indomani dovrà rendere conto a migliaia di persone infuriate di quello che è successo ai loro figli nella città sotterranea. Maria discende nella città sotterranea per cercare di sedare la ribellione, ma rimane isolata dalla caduta degli ascensori causata dall'esplosione. Intanto gli operai, felici per aver distrutto le cause della loro oppressione, ballano e cantano intorno alle macchine; a ricondurli alla ragione ci pensa il guardiano della macchina centrale Grot, che ricorda loro di non aver pensato alle conseguenze del loro operato, ovvero che con la distruzione delle macchine le loro case si sarebbero allagate e all'interno di esse vi erano i loro bambini.
Anche gli operai, dopo aver ascoltato le parole del capo-operaio, cadono in uno stato di prostrazione e in preda al furore vendicativo decidono di punire Maria che li ha spinti alla rivolta. Inizialmente viene catturata la vera Maria, che riesce a fuggire nascondendosi a Yoshiwara. Per un fortunato scambio, i ribelli catturano la Maria-robot che viene legata a un palo e bruciata come una strega, tra le urla di Freder, trattenuto a stento dalla folla assetata di vendetta, che crede sia la sua amata; di sangue però non ne scorre, poiché "sciolta" l'esteriorità di Maria rimane il metallo lucido del robot tra lo stupore e lo spavento dei carnefici.
La vera Maria viene nuovamente catturata da Rotwang, intenzionato a ucciderla per paura che gli operai scoprano il suo piano e lo uccidano a sua volta. Maria riesce a liberarsi ma egli la insegue fino alla terrazza della cattedrale gotica. Freder li segue e si scaglia contro l'inventore per salvare Maria, che viene portata da Rotwang sopra il tetto a spiovente. Nel frattempo Joh giunge alla piazza e assiste a tutta la scena, con la paura che il figlio possa essere scaraventato a terra dall'inventore; fortunatamente Freder riesce a spuntarla e a morire è Rotwang, che precipita dalla cattedrale. La sequenza finale segna l'intesa tra gli operai e il padrone avvenuta tramite Freder, il mediatore profetizzato da Maria che finalmente è arrivato a portare pace ed armonia tra le genti.
Il finale del film, scritto da Thea von Harbou, venne in seguito ripudiato da Lang. Quello scritto da Lang avrebbe visto i due innamorati partire su un razzo mentre la città veniva distrutta dagli sconvolgimenti della ribellione.

## Produzione
L'ispirazione per Metropolis deriva da un'esperienza personale di Lang. Mentre stava arrivando negli Stati Uniti per la prima de I nibelunghi, il regista rimase colpito e impressionato dalla vista notturna di New York e del suo skyline.
La produzione impegnò la troupe per diciannove mesi: trecentodieci giorni di riprese e sessanta notti furono necessarie per produrre 600.000 metri di pellicola. Erich Pommer e la casa di produzione UFA non badarono a spese per la lavorazione, assoldando 36.000 comparse.

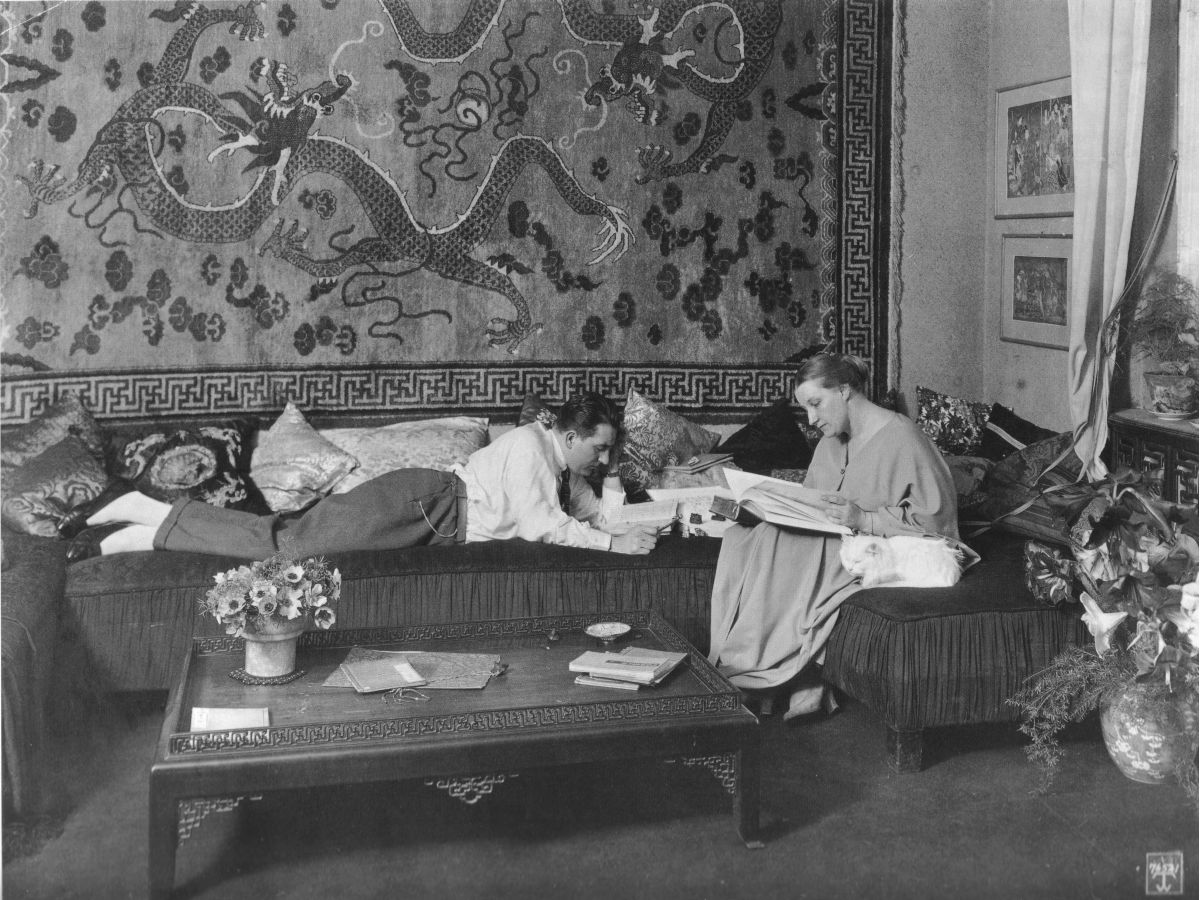
Fritz Lang con Thea von Harbou, 1924

La lavorazione si protrasse dal 22 maggio 1925 al 30 ottobre 1926. Vennero girati 620.000 metri di negativo e impiegati, secondo la pubblicità, 8 attori di primo piano, 25.000 uomini, 11.000 donne, 1.100 calvi, 750 bambini, 100 uomini neri, 3.500 paia di scarpe speciali, 50 automobili. L'investimento superò i 5 milioni di marchi tedeschi di allora. Queste spese non vennero coperte dagli introiti della distribuzione, tanto che la UFA andò in bancarotta: Alfred Hugenberg, editore e membro del Partito Nazista, comprò la casa di produzione trasformandola in parte nella macchina propagandistica del nazismo.

### Sceneggiatura
La sceneggiatura di Metropolis, scritta da Fritz Lang e da sua moglie Thea von Harbou, un'attrice tedesca, deriva da un romanzo scritto dalla Harbou al solo scopo di essere utilizzato per una pellicola, romanzo che uscì in forma seriale sul periodico Das Illustrierte Blatt. Dunque la Harbou e Lang collaborarono alla sceneggiatura derivata dal romanzo; dalla trama furono rimosse varie parti originali e temi presenti nel romanzo, compresa la maggior parte dei riferimenti alla magia e all'occulto. La sceneggiatura fu più volte riscritta e ad un certo punto contenne un finale dove Freder avrebbe volato verso le stelle; questo elemento narrativo diventerà più tardi la base di un altro film di Lang, Una donna nella luna.

### Riprese

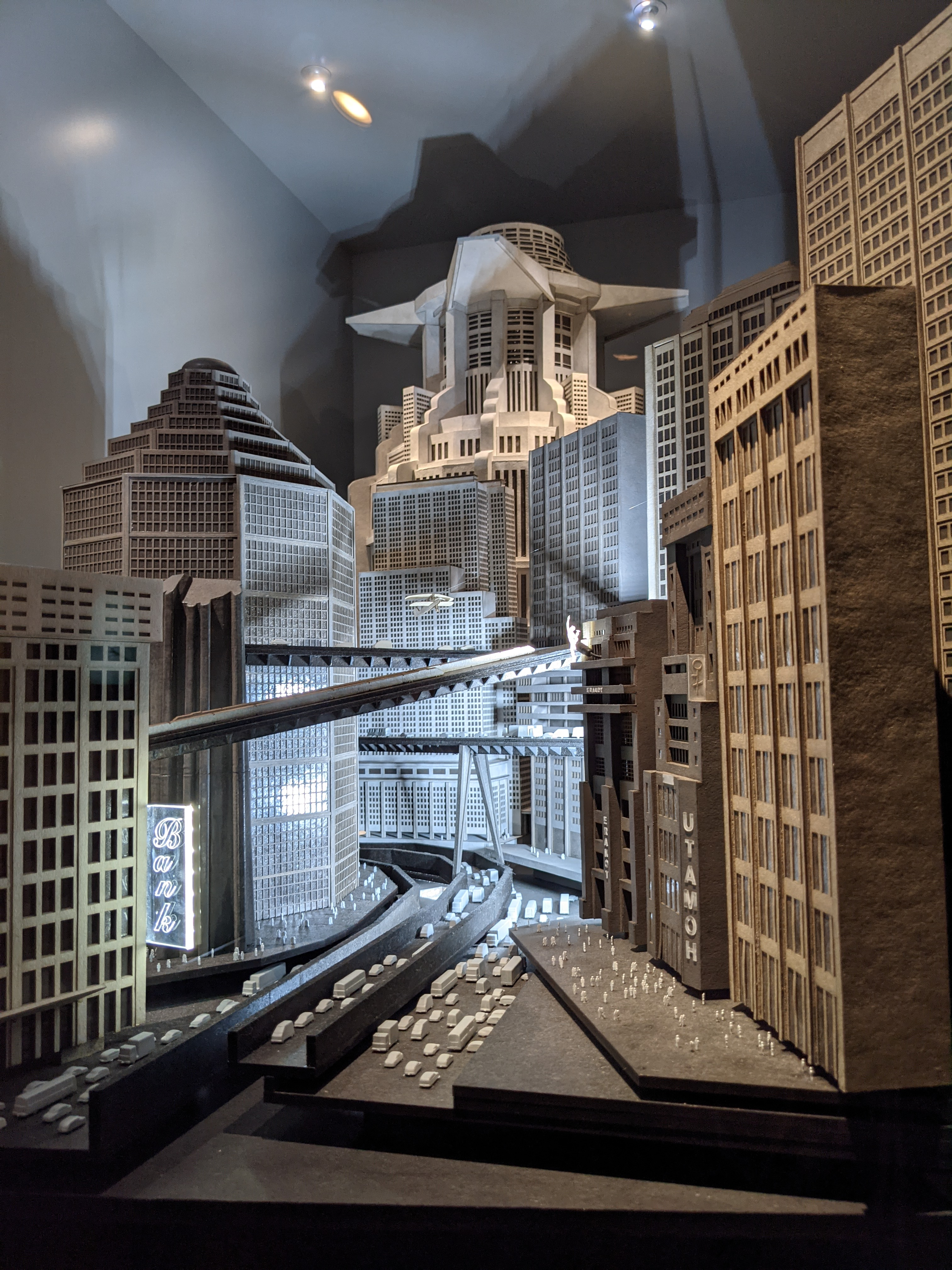
Modellino della parte superiore della città. Museo del cinema e della televisione, Deutsche Kinemathek, Berlino.

Il film è costruito come un'opera lirica ed è diviso in tre parti: il Prologo, che dura per l'intera prima metà del film, un breve Intermezzo e un Furioso, che segna le scene finali.
Dal punto di vista tecnico, nel 1927 Metropolis era un film all'avanguardia. In esso vennero utilizzate tecniche di ripresa strabilianti per l'epoca, tra cui spiccava l'introduzione del cosiddetto effetto Schüfftan, dal nome del fotografo Eugen Schüfftan, che permetteva la creazione di mondi virtuali a costi relativamente bassi. Si trattava di una proiezione di fondali dipinti, tramite un sistema di specchi inclinati a 45 gradi; lo specchio poteva essere grattato in una o più parti, in modo che lo sfondo comparisse solo in alcuni punti della pellicola, curando nel dettaglio la profondità di campo. Nelle restanti parti si potevano poi usare scenografie tradizionali ed attori in carne ed ossa, con uno straordinario effetto di realtà. Questa tecnica venne usata, ad esempio, per creare la torre di Babele, la città dei lavoratori, le viste aeree di Metropolis e l'enorme stadio di Metropolis in cui effetto Schüfftan è nella parte alta e i veri corridori sono nella parte bassa.
Inoltre in Metropolis si registra l'introduzione nel cinema d'autore del passo uno, ovvero le riprese effettuate per singoli fotogrammi. Non esistendo all'epoca tecniche di montaggio adatte, le scene con esposizioni multiple sono state realizzate direttamente sul posto, riavvolgendo la pellicola e filmandovi sopra più volte, in alcuni casi anche per trenta passaggi. Questa tecnica era delicata, in quanto un solo errore avrebbe compromesso tutto il lavoro. Tra le scene più complesse quella degli occhi spalancati e sovrapposti nel bordello di Yoshiwara, che rappresenta la libidine degli uomini attratti dall'esibizione della finta Maria.
Essenziale nella cinematografia di Lang è la composizione dell'inquadratura, che crea un vero e proprio universo visionario senza però ostacolare la narrazione della storia. Lang fu anzi un maestro nel raggiungere un perfetto punto di equilibrio tra storia narrata, che scorre chiara e forte, e l'uso di effetti speciali ricchi di immagini travolgenti e simboliche.
Il direttore della fotografia Günther Rittau, che lavorerà nuovamente con Lang per Una donna nella luna, si occupò degli effetti visivi della scena in cui viene creato l'"Uomo-macchina".
Le architetture risentono fortemente dei modelli architettonici futuristi, come quelli di Antonio Sant'Elia e Mario Chiattone.

## Distribuzione

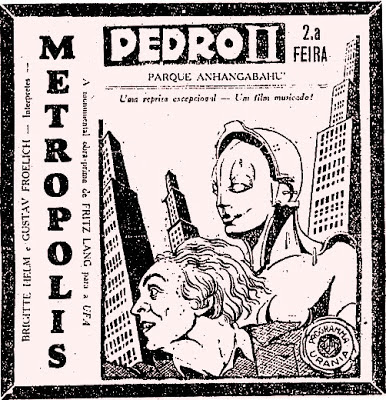
Pubblicità brasiliana del 1930

Il film fu proiettato per la prima volta il 10 gennaio 1927 all'Ufa-Palast am Zoo di Berlino.

### Versioni
La versione originale del film, della durata di oltre due ore, andò perduta durante la seconda guerra mondiale. Esistono diverse versioni del film che si differenziano per durata e montaggio. Lang montò una prima versione nel 1927, che venne subito accorciata dallo stesso di oltre trenta minuti. In seguito furono distribuite altre versioni.
Del film esistono versioni diverse: una di 87 minuti a colori, con colonna sonora rock, realizzata nel 1984 dal musicista Giorgio Moroder e intitolata Giorgio Moroder presents Metropolis e un'altra dotata di colonna sonora con brani musicali provenienti dal repertorio non inedito di Philip Glass. Nel 2000 anche Jeff Mills, uno dei massimi esponenti della scena techno mondiale, ha composto una sua personale colonna sonora per la pellicola.
Una versione restaurata è stata edita nel 2001 per il mercato home video.
Il 2 luglio 2008 a Buenos Aires fu ritrovata una bobina presso un collezionista privato in cui era presente il 95% del materiale altrimenti mancante altrove, poiché perduto durante la seconda guerra mondiale. Infatti si riteneva che dell'originale Metropolis sopravvivessero solo tre quarti del negativo e alcune copie d'epoca di versioni ridotte. Le scene ritrovate sono state prese in custodia dalla Fondazione Friedrich Wilhelm Murnau in Germania che le ha reintegrate nella pellicola presentando il film completo con orchestrazione dal vivo al 60º Festival internazionale del cinema di Berlino il 12 febbraio 2010. In Italia questa versione, la più completa con i suoi 148 minuti, è uscita in DVD e Blu-Ray il 23 febbraio 2011, distribuita dalla Medusa. Nel marzo 2015, a cura della cineteca di Bologna, il film è stato proiettato in 70 sale italiane e ne è stato distribuito un cofanetto con due DVD e un libro; nel secondo DVD due documentari sul ritrovamento in Argentina di 25 minuti di pellicola ritenuti perduti e il restauro avvenuto in Germania. Per questa stessa versione, con sottotitoli italiani realizzati dalla Cineteca di Bologna, l'ensemble di compositori Edison Studio ha composto una nuova colonna sonora commissionata dal Festival Milano Musica e dal Ravenna Festival nel 2023 ed eseguita anche all'Auditorium Parco della Musica di Roma il 30 novembre 2023.

## Accoglienza e critica
Il film non ebbe grande successo in Europa, dove si rivelò un enorme fiasco all'uscita, ma negli Stati Uniti alla prima nazionale al Rialto di New York si presentarono oltre 10 000 persone.
Nonostante la reputazione di capolavoro ottenuta negli anni successivi, Metropolis fu fortemente criticato da alcuni nel periodo della sua uscita. Il critico del New York Times Mordaunt Hall lo definì «a technical marvel with feet of clay» («una meraviglia tecnologica con i piedi di argilla»), H. G. Wells lo definì «the silliest film» («il film più sciocco»), mentre Luis Buñuel lo definì «retorico, banale, intriso di romanticismo superato».
Adolf Hitler amava Metropolis e lo considerava uno dei suoi film preferiti, come altre opere di Lang.

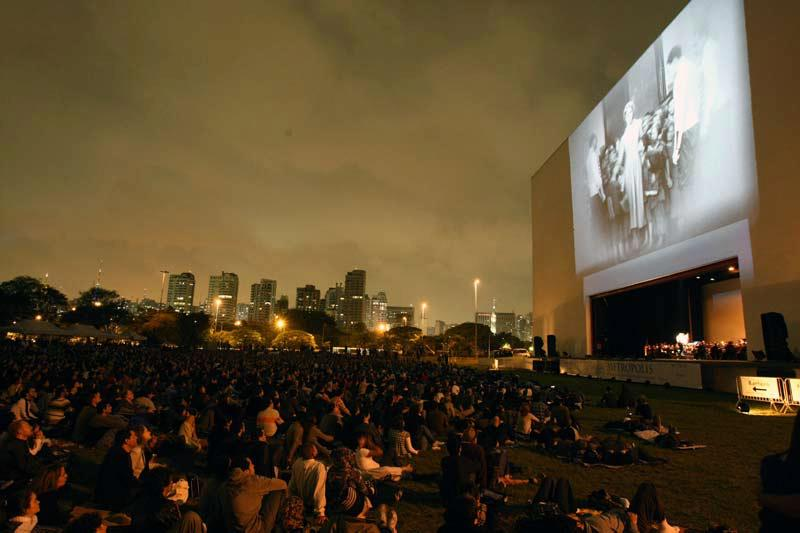
Una proiezione all'aperto di Metropolis durante il São Paulo International Film Festival-2010.

Fantafilm scrive che "l'ottimistica, ingenua e sconcertante morale secondo cui l'amore tutto conquista, non diminuisce il valore di Metropolis: la chiave di lettura del film non va probabilmente ricercata in un voluto messaggio politico, quanto in una più universale rappresentazione della lotta tra bene e male, progresso scientifico e oscurantismo."
Il valore culturale e tecnico del film lo ha portato ad essere stato il primo film inserito nel registro Memoria del mondo, un progetto dell'UNESCO nato nel 1992 per salvaguardare le opere documentarie più importanti dell'umanità.
Il Mereghetti, famoso dizionario dei film curato da Paolo Mereghetti, assegna al film 4 stelle (il voto massimo possibile), e il critico lo definisce un monumento del cinema. Il Morandini, altro dizionario, curato da Morando Morandini, invece gli assegna 3 stelle su 5, definendolo sopravvalutato e affermando: «Metropolis è un capolavoro di cinema decorativo, la messinscena di un delirio». Il Farinotti, curato da Pino Farinotti, conferma il capolavoro, assegnandogli 5 stelle su 5.

## Influenza culturale

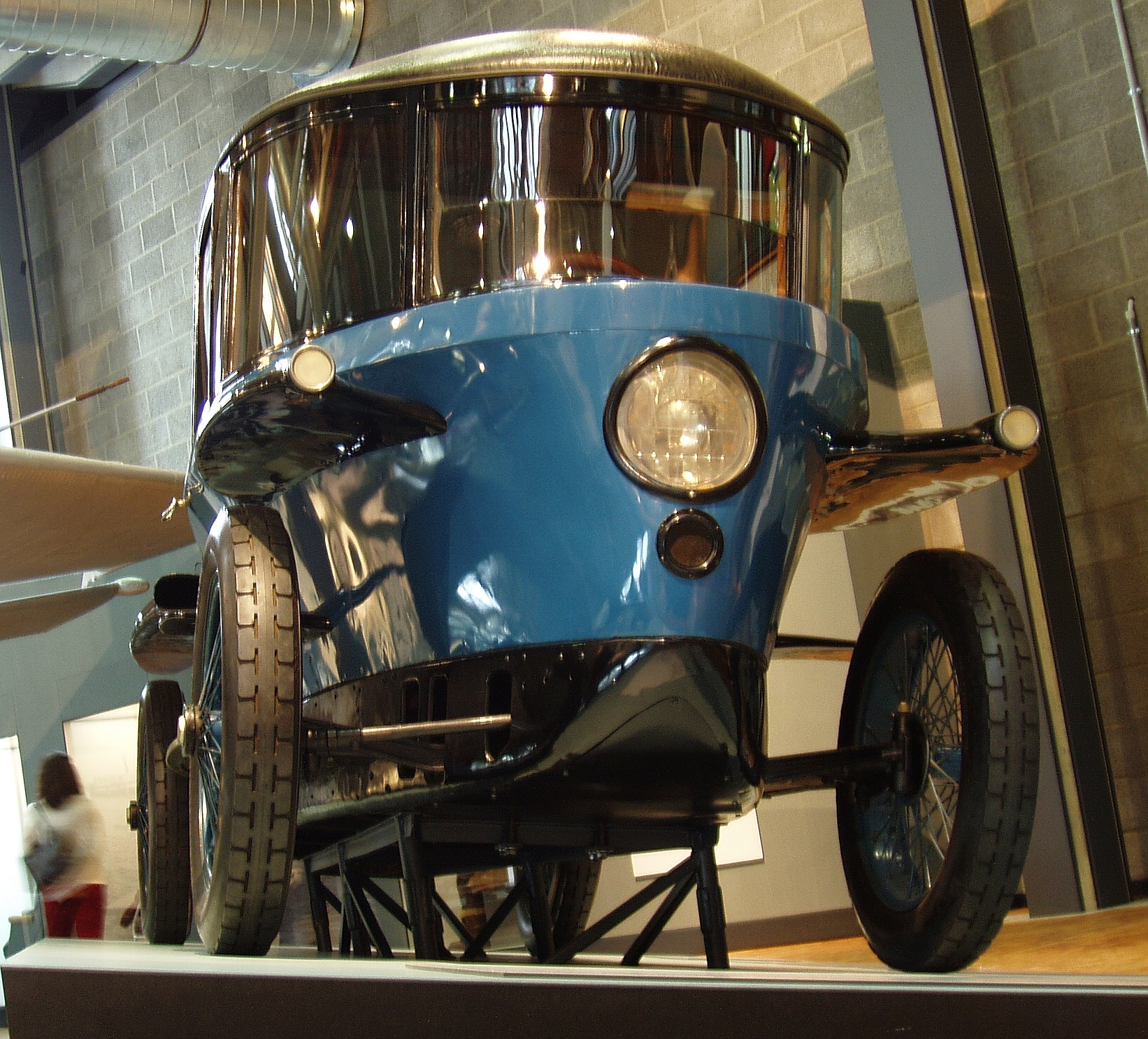
L'automobile Rumpler Tropfenwagen che si vede nel film

Il film è riconosciuto come modello di gran parte della cinematografia fantascientifica e nel tempo sono state moltissime le citazioni e omaggi, soprattutto in epoca contemporanea:
- Tra i tanti film di fantascienza che citano o si ispirano a questa pellicola si ricordano Blade Runner, Terminator, Brazil, La vita futura, Akira, Guerre stellari, Agente Lemmy Caution: missione Alphaville, Il quinto elemento, RoboCop, Matrix, e Povere creature! ;[28][29]
- Il fumettista giapponese Osamu Tezuka ha creato nel 1949 un manga intitolato Metropolis, che ha alcuni temi in comune con il film di Lang, anche se lo stesso Tezuka ha dichiarato che l'idea per il manga gli è venuta dopo aver visto solo un'immagine del film. Esiste un film d'animazione giapponese del 2001 ispirato al manga di Tezuka, intitolato anch'esso Metropolis;
- Immagini del film sono contenuti: nel videoclip di Radio Ga Ga dei Queen e Love Kills di Freddie Mercury, essendo quest'ultimo brano appartenente alla colonna sonora della versione firmata Giorgio Moroder del film; nel videoclip di Haddaway Life, che si ispira alla scena in cui viene fatto il clone meccanico di Maria; nel video di Madonna Express Yourself (1989) che riprende le scenografie del;film, nel videoclip dei Lotus Eaters It Hurts in cui vengono mostrate diverse scene chiave del film, nel videoclip dei Mecano El 7 de Septiembre che si ispira alle scene girate nel sottosuolo e più recentemente anche nei video di Lady Gaga;
- Secondo Il Mereghetti, il robot di Maria in Metropolis[30] ha ispirato Ralph McQuarrie, storico disegnatore e concept artist ingaggiato da George Lucas, per la creazione del droide C-3PO della trilogia di Guerre stellari.

### Parodie
- Una versione disneyana, intitolata Metopolis, a firma di Francesco Artibani e Paolo Mottura, è stata pubblicata su Topolino n. 3189 del 4 gennaio 2017.